# Colom de Goodson
El colom de Goodson (Patagioenas goodsoni) és una espècie d'ocell de la família dels colúmbids (Columbidae) que habita els boscos de les terres baixes d'Amèrica del Sud, per l'oest dels Andes, des de l'oest de Colòmbia cap al sud fins a l'oest de l'Equador.